# Hotel Inhumans
Hotel Inhumans (ホテル・インヒューマンズ Hoteru Inhyūmanzu?) es una serie de manga japonesa escrita e ilustrada por Ao Tajima. Se ha publicado en línea a través del sitio web Sunday Webry de Shōgakukan desde junio de 2021 y se ha recopilado en ocho volúmenes tankōbon. Una adaptación televisiva de anime producida por Bridge se estrenó en julio de 2025.

## Personajes
Ikuro Hoshi (星 生朗 Hoshi Ikurō?)
 Seiyū: Yūsuke Kobayashi
Sara Haizaki (灰咲 沙羅 Haizaki Sara?)
 Seiyū: Hinano Shirahama
Shao (シャオ?)
 Seiyū: Koki Uchiyama

## Contenido de la obra

### Manga
Hotel Inhumans está escrita e ilustrada por Ao Tajima y comenzó a serializarse en el sitio web Sunday Webry de Shōgakukan el 12 de junio de 2021. Sus capítulos se han recopilado en ocho volúmenes tankōbon a partir de abril de 2024.
| Volúmenes de manga publicados | Volúmenes de manga publicados | Volúmenes de manga publicados |
| Número                        | Fecha de lanzamiento          | ISBN                          |
| ----------------------------- | ----------------------------- | ----------------------------- |
| 1                             | 12 de octubre de 2021         | ISBN 978-4-09-850661-3        |
| 2                             | 11 de marzo de 2022           | ISBN 978-4-09-851021-4        |
| 3                             | 12 de julio de 2022           | ISBN 978-4-09-851182-2        |
| 4                             | 10 de noviembre de 2022       | ISBN 978-4-09-851382-6        |
| 5                             | 10 de marzo de 2023           | ISBN 978-4-09-851780-0        |
| 6                             | 12 de julio de 2023           | ISBN 978-4-09-852534-8        |
| 7                             | 10 de noviembre de 2023       | ISBN 978-4-09-853010-6        |
| 8                             | 12 de abril de 2024           | ISBN 978-4-09-853198-1        |

### Anime
Se anunció una adaptación televisiva de la serie de anime para el 8 de noviembre de 2024. La serie está producida por Bridge y dirigida por Tetsurō Amino, con Shōji Yonemura escribiendo los guiones de la serie y Shingo Fujisaski diseñando los personajes. Se estrenó el 6 de julio de 2025 en TV Tokyo y sus afiliadas, así como en BS TV Tokyo. El tema de apertura es "Mister Moonlight" interpretado por Imase, mientras que el tema de cierre es "Merry Go Round" interpretado por Noa. Crunchyroll obtuvo la licencia de la serie en América del Norte, América Central, América del Sur, Europa, África, Oceanía, Oriente Medio, CEI, subcontinente indio y Sudeste Asiático. Medialink obtuvo la licencia de la serie en el Sudeste Asiático.

## Recepción
La serie ha sido recomendada por el artista de manga Rei Hiroe y el novelista Kotaro Isaka.